# SUPERGIRL/スーパーガール
『SUPERGIRL/スーパーガール』（原題：Supergirl）は、2015年10月26日にCBSで放送が始まり、シーズン2からはThe CWに放送局を移し、2021年11月9日まで計6シーズンが放送された、DCコミックスの「スーパーガール」に基づくアメリカ合衆国の実写テレビシリーズ。シェアード・ユニバース「アローバース」の一作品。
本作の完結後も、登場人物は世界観を同じくするアローバースの他の作品にしばしば登場している。

## あらすじ
ナショナル・シティのマスメディア会社 キャットコーで働くカーラ・ダンバースの正体は、今は滅びしクリプトン人の生き残り、カーラ・ゾー＝エルだ。
カーラは13歳の頃に、当時はまだ赤ん坊だった従弟のカル=エルとは別の船で、崩壊するクリプトンから脱出した。しかし、カーラの船だけが進路から外れ、時間の止まった空間 ファントム・ゾーンに迷い込む。そうしてカーラは13歳のまま、外の時間にして24年間船の中で眠り続け、地球に到着した時にはカル＝エルはスーパーマンと呼ばれる人物に成長していた。
以来、カーラは従弟と同じ力を持ちながらもそれを隠して生きてきた。だがある日、転機が訪れる。地球でカーラを引き取って育ててくれたダンバース夫妻の実の娘で、カーラにとっては血こそ繋がっていないが大切な姉に当たるアレックスが飛行機事故に巻き込まれたのだ。
必死の想いで力を解放し、飛行機の乗客たちを救ったカーラは、もっと力を人々の役に立てようと決意。アレックスが所属する政府機関 D.E.O.と協力しつつ、スーパーガールとして危険なエイリアンを始めとする様々な脅威と対峙していく。
やがて、カーラはある特別な人物と知り合う。その人物は、レナ・ルーサー、スーパーマン最大の敵であるレックス・ルーサーの妹。果たしてレナは、悪人か、善人か。

## 出演者
○＝メイン、◇＝リカーリング、ゲスト＝△
| 出演者                     | 役名                                                    | 出演したシーズン | 出演したシーズン | 出演したシーズン | 出演したシーズン | 出演したシーズン | 出演したシーズン | 日本語吹替        |
| 出演者                     | 役名                                                    | 1                | 2                | 3                | 4                | 5                | 6                | 日本語吹替        |
| -------------------------- | ------------------------------------------------------- | ---------------- | ---------------- | ---------------- | ---------------- | ---------------- | ---------------- | ----------------- |
| メリッサ・ベノイスト       | - カーラ・ゾー＝エル - アースXのカーラ - レッドドーター | ○                | ○                | ○                | ○                | ○                | ○                | 小松未可子        |
| カイラー・リー             | - アレックス・ダンバース                                | ○                | ○                | ○                | ○                | ○                | ○                | 樋口あかり        |
| デヴィッド・ヘアウッド     | - ジョン・ジョーンズ - ハンク・ヘンショウ               | ○                | ○                | ○                | ○                | ○                | ○                | 広瀬彰勇          |
| メカード・ブルックス       | - ジェームズ・オルセン                                  | ○                | ○                | ○                | ○                | ○                | △                | 田村真            |
| ジェレミー・ジョーダン     | - ウィン・ショット                                      | ○                | ○                | ○                |                  | △                | △                | 小林親弘          |
| キャリスタ・フロックハート | - キャット・グラント                                    | ○                | ◇                | △                | △                |                  | △                | 宮島依里          |
| クリス・ウッド             | - モン＝エル                                            |                  | ○                | ○                |                  | △                | △                | 興津和幸          |
| ケイティ・マクグラス       | - レナ・ルーサー                                        |                  | ◇                | ○                | ○                | ○                | ○                | 木下紗華          |
| アンドレア・ブルックス     | - イヴ・テシュマッカー                                  |                  | ◇                | ◇                | ◇                | ○                | △                |                   |
| シャロン・リール           | - メガン・モーズ                                        |                  | ◇                | △                |                  | △                | ◇                |                   |
| ジェシー・ラス             | - クエル・ドックス                                      |                  |                  | ◇                | ○                | ○                | ○                | 西谷修一 近松孝丞 |
| ニコール・メインズ         | - ニア・ナル                                            |                  |                  |                  | ○                | ○                | ○                | 櫻庭有紗          |
| ジョン・クライヤー         | - レックス・ルーサー                                    |                  |                  |                  | ◇                | ◇                | ◇                |                   |
| アジー･テスファイ          | - ケリー・オルセン                                      |                  |                  |                  | ◇                | ○                | ○                | 鹿野真央          |
| スタズ・ネアー             | - ウィリアム・デイ                                      |                  |                  |                  |                  | ○                | ○                |                   |

## 作中用語

### 場所
ナショナル・シティ National City
　主な舞台となるアメリカ合衆国の都市。

マルチバース Multiverse
　無数の「アース」と称されるユニバースの集合体。
　アースとアースの関係性は並行世界であり、あるアースの存在とよく似た別のアースの存在のことは「ドッペルゲンガー」と称される。
　本作の主な舞台は「アース38」。このアース38の並行世界として、『ARROW/アロー』や『THE FLASH/フラッシュ』の舞台である「アース1」などが存在する。
　マルチバースはクライシス・オン・インフィニット・アースを経て生まれ変わり、その際に本作の舞台は「アース・プライム」に変わった。

ミッドヴェール Midvale
　アレックスの実家がある小さな町。地球に来たカーラが子供時代を過ごした。

孤独の要塞 Fortress of Solitude
　北極圏にあるスーパーマンの秘密基地。
　基地内にはクリプトンの遺物や宇宙人の高度な機械、敵から押収した兵器などが保管されている。
　スーパーマンが不在の間も執事ロボットのケレックスが基地を管理している模様。

クリプトン Krypton
　カーラたちクリプトン人の母星で、太陽系外の巨大赤色恒星「ラオ」の惑星系にあった惑星。
　カル＝エルが生まれて間もなく爆発し、滅んだ。
　原案は、DCコミックスの「クリプトン」。

アルゴ・シティ Argo City
　クリプトンにあった街で、カーラの故郷。
　クリプトンとともに滅んだと思われていたが、実はカーラの父親が造った防御装置で危機を回避し、「ハルン=エル」の力によって存続していた。

ファントム・ゾーン Phantom Zone
　時の流れが異なる異次元。
　クリプトン人が囚人を収容するのに使っていた。

フォート・ロズ Fort Rozz
　クリプトンの刑務所。
　ファントム・ゾーン内にあったが、カーラの乗っていたカプセルに追随する形で地球に墜落。多くの囚人が脱走した。

火星 Mars
　ジョン・ジョーンズたち火星人の母星。
　グリーン・マーシャンとホワイト・マーシャンの2種族がいたが、グリーン・マーシャンはホワイト・マーシャンの攻撃によりジョン・ジョーンズを残して滅んでいる。

ダクサム Daxam
　モン＝エルたちダクサム人の母星で、クリプトンの姉妹惑星。
　クリプトンの爆発の影響で、現在は荒地となっている。

### 組織
キャットコー CatCo
　カーラの職場で、新聞・雑誌・ラジオなどで情報を発信する、キャット・グラントが設立したメディア・コングロマリット。
　デイリー・プラネットをライバル視しており、スーパーガールをヒーローとして祭り上げたのもデイリー・プラネットへの対抗意識から。

D.E.O.
　正式名称は「Department of Extranormal Operations」。宇宙人の脅威等から地球を防衛する使命を帯びた政府の秘密機関。
　各地に存在する拠点には、高度な医療設備やコンピュータ機器、武装兵器などが揃っている。

L・コープ L-Corp
　レナ・ルーサーが経営する、化学品や工業製品などを製造する巨大企業。旧称「ルーサー・コープ」。
　元々はレナの悪名高い異母兄 レックス・ルーサーによって経営されていた。レナはマイナスイメージを払拭し、会社の建て直すべく、社名を「L・コープ」に変更した。

カドマス Cadmus
　宇宙人に関わる遺伝子工学を扱う非人道的な政府の研究機関。

リージョン The Legion
　31世紀のスーパーヒーローチーム。
　原案は、DCコミックスの「リージョン・オブ・スーパーヒーローズ」。

チルドレン・オブ・リバティ Children of Liberty
　エージェント・リバティが率いる、反エイリアン思想を持ったヘイト団体。

リバイアサン Leviathan
　太古の時代から地球を守るという名目の下、人類の大量殺戮を繰り返してきた超人組織。
　原案は、DCコミックスの「リーグ・オブ・エンシェント」。

### 種族
クリプトン人 Kryptonians
　「クリプトニアン」とも。クリプトンの人類。
　黄色恒星の下では怪力や飛行、銃弾をも弾く肉体、透視、目から放射する熱線、物体を凍結させる吐息などの能力を発揮できる。一方で、クリプトナイトによって体調が著しく変化する。

火星人 Martians
　「マーシャン」とも。火星の人類。グリーン・マーシャンとホワイト・マーシャンの2種族がいる。
　怪力や飛行、変身、精神感応、物理透過などの能力を持っている。また、地球人とは比較にならないほど長命。弱点は火。

ダクサム人 Daxamites
　「ダクサマイト」とも。ダクサムの人類。
　君主制の文化を持ち、奴隷貿易をしていることもあって、クリプトン人との仲は悪い。
　クリプトン人と似た能力を持つが、飛行能力は持っていない。また、クリプトナイトではなく鉛が弱点である。

### その他の用語
クリプトナイト Kryptonite
　クリプトン由来の放射性鉱物。様々な種類が存在する。
　緑色の「グリーン・クリプトナイト」は、クリプトン人を弱体化させ、最悪の場合死に至らしめる。
　青色の「ブルー・クリプトナイト」は、クリプトン人とは反対の性質を持つビザロを弱体化させる。
　赤色の「レッド・クリプトナイト」は、マックスウェル・ロードの人工クリプトナイトの失敗作で、クリプトン人を凶暴にさせる。
　銀色の「シルバー・クリプトナイト」は、クリプトン人に幻覚を見せる。
　黒色の「ブラック・クリプトナイト」、またの名を「ハルン＝エル」は、クリプトン人が闇魔法に用いていた特殊なクリプトナイトで、クリプトン人を分裂させるといった効果がある。
　原案は、DCコミックスの「クリプトナイト」。

ミリアド Myriad
　アストラがクリプトンの滅亡を食い止めるべく作成した、惑星規模で人類を同時に洗脳できる技術。
　アストラの遺志を継いだノンが地球をクリプトンの二の舞いにすることを防ぐ為にシーズン1の終盤、地球上で発動される。

宇宙人恩赦法 Alien Amnesty Act
　オリヴィア・マーズディン大統領が発案した、アメリカ合衆国に住む宇宙人に地球人と同等の権利を認める法令。
　地球人と宇宙人の共存への道が開けると歓迎する者もいれば、逆に地球人と宇宙人の争いが起こると懸念する者もいる。

## エピソード一覧

### シーズン一覧
| シーズン | シーズン | エピソード | 米国での放送日 | 米国での放送日 | ネットワーク |
| シーズン | シーズン | エピソード | 初回           | 最終回         | ネットワーク |
| -------- | -------- | ---------- | -------------- | -------------- | ------------ |
|          | 1        | 20         | 2015年10月26日 | 2016年4月18日  | CBS          |
|          | 2        | 22         | 2016年10月10日 | 2017年5月22日  | The CW       |
|          | 3        | 23         | 2017年10月9日  | 2018年6月18日  | The CW       |
|          | 4        | 22         | 2018年10月14日 | 2019年5月19日  | The CW       |
|          | 5        | 19         | 2019年10月6日  | 2020年5月17日  | The CW       |
|          | 6        | 20         | 2021年3月30日  | 2021年11月9日  | The CW       |

### シーズン1 (2015年 - 2016年)
- 第18話「フラッシュ」は、『THE FLASH/フラッシュ』シーズン2とのクロスオーバー・エピソード。

| 通算 | 話数 | タイトル                     | 原題                                | 監督                       | 米国放送日     | 視聴者数 (万人) |
| ---- | ---- | ---------------------------- | ----------------------------------- | -------------------------- | -------------- | --------------- |
| 1    | 1    | ガールズ・ビー・アンビシャス | Pilot                               | グレン・ウィンター         | 2015年10月26日 | 1,296           |
| 2    | 2    | ステップ・バイ・ステップ     | Stronger Together                   | グレン・ウィンター         | 2015年11月2日  | 887             |
| 3    | 3    | マイウェイ                   | Fight or Flight                     | ダーモット・ダウンズ       | 2015年11月9日  | 807             |
| 4    | 4    | ヒーローテスト               | Livewire                            | ケヴィン・タンチャローエン | 2015年11月16日 | 777             |
| 5    | 5    | ファミリー・シークレット     | How Does She Do It?                 | トール・フロイデンタール   | 2015年11月23日 | 719             |
| 6    | 6    | レッド・トルネード           | Red Faced                           | ジェシー・ワーン           | 2015年11月30日 | 802             |
| 7    | 7    | トゥルーヒーロー             | Human for a Day                     | ラリー・テン               | 2015年12月7日  | 767             |
| 8    | 8    | アストラ・クライシス         | Hostile Takeover                    | カレン・ガヴィオラ         | 2015年12月14日 | 728             |
| 9    | 9    | ブラッド・オブ・"EL"         | Blood Bonds                         | スティーヴ・シル           | 2016年1月4日   | 875             |
| 10   | 10   | トイマン                     | Childish Things                     | ジェイミー・バビット       | 2016年1月18日  | 877             |
| 11   | 11   | マーシャン・マンハンター     | Strange Visitor from Another Planet | グレン・ウィンター         | 2016年1月25日  | 790             |
| 12   | 12   | ビザロ                       | Bizarro                             | ジョン・ショウォルター     | 2016年2月1日   | 668             |
| 13   | 13   | ロスト・ファミリー           | For the Girl Who Has Everything     | ダーモット・ダウンズ       | 2016年2月8日   | 792             |
| 14   | 14   | ジャスティス                 | Truth, Justice and the American Way | レクシー・アレクサンダー   | 2016年2月22日  | 725             |
| 15   | 15   | ファイナル・カウントダウン   | Solitude                            | ダーモット・ダウンズ       | 2016年2月29日  | 669             |
| 16   | 16   | レッド・クリプトナイト       | Falling                             | ラリー・テン               | 2016年3月14日  | 653             |
| 17   | 17   | マン・フロム・マーズ         | Manhunter                           | クリス・フィッシャー       | 2016年3月21日  | 600             |
| 18   | 18   | フラッシュ                   | Worlds Finest                       | ニック・ゴメス             | 2016年3月28日  | 717             |
| 19   | 19   | ミリアド・アタック           | Myriad                              | アダム・ケイン             | 2016年4月11日  | 612             |
| 20   | 20   | スーパーエンジェル           | Better Angels                       | ラリー・テン               | 2016年4月18日  | 611             |

### シーズン2 (2016年 - 2017年)
- 第8話「メドゥーサ」は、クロスオーバー・イベント『インベージョン！』に繋がるエピソード。
- 第16話「プリンス・オブ・ダクサム」は、『THE FLASH/フラッシュ』シーズン3 第17話「デュエット」に繋がるエピソード。

| 通算 | 話数 | タイトル                     | 原題                         | 監督                                            | 米国放送日     | 視聴者数 (万人) |
| ---- | ---- | ---------------------------- | ---------------------------- | ----------------------------------------------- | -------------- | --------------- |
| 21   | 1    | ニュー・アドベンチャー       | The Adventures of Supergirl  | グレン・ウィンター                              | 2016年10月10日 | 306             |
| 22   | 2    | ラスト・チルドレン           | The Last Children of Krypton | グレン・ウィンター                              | 2016年10月17日 | 266             |
| 23   | 3    | ウェルカム・トゥー・アース   | Welcome to Earth             | レイチェル・タラレイ                            | 2016年10月24日 | 265             |
| 24   | 4    | ファイト・クラブ             | Survivors                    | ジェームズ・マーシャル ジェームズ・バンフォード | 2016年10月31日 | 222             |
| 25   | 5    | クロスファイア               | Crossfire                    | グレン・ウィンター                              | 2016年11月7日  | 247             |
| 26   | 6    | アナザーヒーロー             | Changing                     | ラリー・テン                                    | 2016年11月14日 | 235             |
| 27   | 7    | ダーク・シャドウ             | The Darkest Place            | グレン・ウィンター                              | 2016年11月21日 | 261             |
| 28   | 8    | メドゥーサ                   | Medusa                       | ステファン・プレスシュンスキ                    | 2016年11月28日 | 353             |
| 29   | 9    | マルドリア                   | Supergirl Lives              | ケヴィン・スミス                                | 2017年1月23日  | 265             |
| 30   | 10   | スーパーソルジャー           | We Can Be Heroes             | レベッカ・ジョンソン                            | 2017年1月30日  | 235             |
| 31   | 11   | マーシャン・クロニクル       | The Martian Chronicles       | デヴィッド・マクホワイター                      | 2017年2月6日   | 243             |
| 32   | 12   | ルーサー                     | Luthors                      | ターニャ・マキアナン                            | 2017年2月13日  | 252             |
| 33   | 13   | Mr. & Mrs.ミクシィズピトルク | Mr. & Mrs. Mxyzptlk          | ステファン・プレスシュンスキ                    | 2016年2月20日  | 224             |
| 34   | 14   | ホームカミング               | Homecoming                   | ラリー・テン                                    | 2017年2月27日  | 217             |
| 35   | 15   | エクソダス                   | Exodus                       | マイケル・アロウィッツ                          | 2017年3月6日   | 216             |
| 36   | 16   | プリンス・オブ・ダクサム     | Star-Crossed                 | ジョン・メッドレン                              | 2017年3月20日  | 207             |
| 37   | 17   | ロミオ & ジュリエット        | Distant Sun                  | ケヴィン・スミス                                | 2017年3月27日  | 221             |
| 38   | 18   | エースリポーター             | Ace Reporter                 | アルメン・V・ケヴォーキアン                     | 2017年4月24日  | 180             |
| 39   | 19   | コード・アレックス           | Alex                         | ロブ・グリーンリー                              | 2017年5月1日   | 175             |
| 40   | 20   | ザ・ロストチャイルド         | City of Lost Children        | ベン・ブレイ                                    | 2017年5月8日   | 188             |
| 41   | 21   | レジスタンス                 | Resist                       | ミリセント・シェルトン                          | 2017年5月15日  | 193             |
| 42   | 22   | セイブ・ザ・ワールド         | Nevertheless, She Persisted  | グレン・ウィンター                              | 2017年5月22日  | 212             |

### シーズン3 (2017年 - 2018年)
- 第8話は、クロスオーバー・イベント『クライシス・オン・アースX』の1エピソード。

| 通算 | 話数 | タイトル                             | 原題                      | 監督                                    | 米国放送日     | 視聴者数 (万人) |
| ---- | ---- | ------------------------------------ | ------------------------- | --------------------------------------- | -------------- | --------------- |
| 43   | 1    | ガール・オブ・スティール             | Girl of Steel             | ジェシー・ワーン                        | 2017年10月9日  | 187             |
| 44   | 2    | メモリーズ                           | Triggers                  | デヴィッド・マクホワイター              | 2017年10月16日 | 176             |
| 45   | 3    | ファーザー                           | Far from the Tree         | ダーモット・ダウンズ                    | 2017年10月23日 | 176             |
| 46   | 4    | ビリーバー                           | The Faithful              | ジェシー・ワーン                        | 2017年10月30日 | 182             |
| 47   | 5    | ダメージ                             | Damage                    | ケヴィン・スミス                        | 2017年11月6日  | 187             |
| 48   | 6    | ハイスクール・デイズ                 | Midvale                   | ロブ・グリーンリー                      | 2017年11月13日 | 189             |
| 49   | 7    | ウェイクアップ                       | Wake Up                   | チャド・ロウ                            | 2017年11月20日 | 192             |
| 50   | 8    | クライシス・オン・アースX            | Crisis on Earth-X: Part 1 | ラリー・テン                            | 2017年11月27日 | 271             |
| 51   | 9    | レイン                               | Reign                     | グレン・ウィンター                      | 2017年12月4日  | 181             |
| 52   | 10   | リージョン・オブ・スーパーヒーローズ | Legion of Superheroes     | ジェシー・ワーン                        | 2018年1月15日  | 217             |
| 53   | 11   | フォート・ロズ                       | Fort Rozz                 | グレゴリー・スミス                      | 2018年1月22日  | 207             |
| 54   | 12   | リベンジ                             | For Good                  | ターニャ・マキアナン                    | 2018年1月29日  | 211             |
| 55   | 13   | ピュリティ                           | Both Sides Now            | ジェシー・ワーン                        | 2018年2月5日   | 212             |
| 56   | 14   | ファーザー・アンド・サン             | Schott Through the Heart  | グレン・ウィンター                      | 2018年4月16日  | 191             |
| 57   | 15   | ロスト・タイム                       | In Search of Lost Time    | アンディー・アルマガニアン              | 2018年4月23日  | 138             |
| 58   | 16   | ツー・マインド                       | Of Two Minds              | アレクサンドラ・ラ・ロッチ              | 2018年4月30日  | 150             |
| 59   | 17   | トリニティ                           | Trinity                   | ケイトリン・パリッシュ エリカ・ウェイス | 2018年5月7日   | 160             |
| 60   | 18   | ストーム・シェルター                 | Shelter from the Storm    | アントニオ・ネグレ                      | 2018年5月14日  | 153             |
| 61   | 19   | ユダ・カル                           | The Fanatical             | メアジー・アルマス                      | 2018年5月21日  | 147             |
| 62   | 20   | ダークサイド                         | Dark Side of the Moon     | ハネル・カルペッパー                    | 2018年5月28日  | 157             |
| 63   | 21   | アルゴ・シティ                       | Not Kansas                | ダーモット・ダウンズ                    | 2018年6月4日   | 183             |
| 64   | 22   | サム vs. レイン                      | Make It Reign             | アルメン・V・ケヴォーキアン             | 2018年6月11日  | 176             |
| 65   | 23   | ファイナル・バトル                   | Battles Lost and Won      | ジェシー・ワーン                        | 2018年6月18日  | 178             |

### シーズン4 (2018年 - 2019年)
- 第9話は、クロスオーバー・イベント『エルスワールド』の1エピソード。

| 通算 | 話数 | タイトル                           | 原題                                                        | 監督                         | 米国放送日     | 視聴者数 (万人) |
| ---- | ---- | ---------------------------------- | ----------------------------------------------------------- | ---------------------------- | -------------- | --------------- |
| 66   | 1    | アメリカン・エイリアン             | American Alien                                              | ジェシー・ワーン             | 2018年10月14日 | 152             |
| 67   | 2    | アース・ファースト                 | Fallout                                                     | ハリー・ジャジアン           | 2018年10月21日 | 134             |
| 68   | 3    | エージェント・リバティ             | Man of Steel                                                | ジェシー・ワーン             | 2018年10月28日 | 128             |
| 69   | 4    | アヒンサー                         | Ahimsa                                                      | アルメン・V・ケヴォーキアン  | 2018年11月4日  | 123             |
| 70   | 5    | ロスト・パラサイト                 | Parasite Lost                                               | デヴィッド・マクホワイター   | 2018年11月11日 | 116             |
| 71   | 6    | コール・トゥ・アクション           | Call to Action                                              | アントニオ・ネグレ           | 2018年11月18日 | 113             |
| 72   | 7    | フォールン・エンジェル             | Rather the Fallen Angel                                     | チャド・ロウ                 | 2018年11月25日 | 115             |
| 73   | 8    | バンカーヒル                       | Bunker Hill                                                 | ケヴィン・スミス             | 2018年12月2日  | 126             |
| 74   | 9    | エルスワールド                     | Elseworlds: Part 3                                          | ジェシー・ワーン             | 2018年12月11日 | 217             |
| 75   | 10   | サスピシャス・マインド             | Suspicious Minds                                            | レイチェル・タラレイ         | 2019年1月20日  | 104             |
| 76   | 11   | メモリー                           | Blood Memory                                                | シャノン・コーリ             | 2019年1月27日  | 134             |
| 77   | 12   | メナジェリー                       | Menagerie                                                   | ステファン・プレスシュンスキ | 2019年2月17日  | 115             |
| 78   | 13   | エリート                           | What's So Funny About Truth, Justice, and the American Way? | アレクシス・オストランダー   | 2019年3月3日   | 114             |
| 79   | 14   | リーダーシップ                     | Stand and Deliver                                           | アンディー・アルマガニアン   | 2019年3月10日  | 105             |
| 80   | 15   | ブラック・クリプトナイト           | O Brother, Where Art Thou?                                  | ターニャ・マキアナン         | 2019年3月17日  | 107             |
| 81   | 16   | レッドドーター                     | The House of L                                              | カール・シートン             | 2019年3月24日  | 112             |
| 82   | 17   | オール・アバウト・イヴ             | All About Eve                                               | ベン・ブレイ                 | 2019年3月31日  | 106             |
| 83   | 18   | クライム・アンド・パニッシュメント | Crime and Punishment                                        | アントニオ・ネグレ           | 2019年4月21日  | 99              |
| 84   | 19   | アメリカン・ドリーマー             | American Dreamer                                            | デヴィッド・ヘアウッド       | 2019年4月28日  | 114             |
| 85   | 20   | リアル・イヴ?                      | Will the Real Miss Tessmacher Please Stand Up?              | シャノン・コーリ             | 2019年5月5日   | 105             |
| 86   | 21   | レッド・ドーン                     | Red Dawn                                                    | アレクシス・オストランダー   | 2019年5月12日  | 111             |
| 87   | 22   | ピース・クエスト                   | The Quest for Peace                                         | ジェシー・ワーン             | 2019年5月19日  | 107             |

### シーズン5 (2019年 - 2020年)
- 第9話は、クロスオーバー・イベント『クライシス・オン・インフィニット・アース』の1エピソード。

| 通算 | 話数 | タイトル                                          | 原題                              | 監督                         | 米国放送日     | 視聴者数 (万人) |
| ---- | ---- | ------------------------------------------------- | --------------------------------- | ---------------------------- | -------------- | --------------- |
| 88   | 1    | ニュースーツ                                      | Event Horizon                     | ジェシー・ワーン             | 2019年10月6日  | 126             |
| 89   | 2    | ノーン・ノケーレ                                  | Stranger Beside Me                | デヴィッド・マクホワイター   | 2019年10月13日 | 97              |
| 90   | 3    | ビーイング・オープン                              | Blurred Lines                     | エリック・ディーン・シートン | 2019年10月20日 | 92              |
| 91   | 4    | マレフィク                                        | In Plain Sight                    | デヴィッド・マクホワイター   | 2019年10月27日 | 95              |
| 92   | 5    | リップ・ロアー                                    | Dangerous Liaisons                | アリース・リート=ロジャース  | 2019年11月3日  | 78              |
| 93   | 6    | アクラタ                                          | Confidence Women                  | シャノン・コーリ             | 2019年11月10日 | 84              |
| 94   | 7    | リバイアサン                                      | Tremors                           | アンディー・アルマガニアン   | 2019年11月17日 | 79              |
| 95   | 8    | ラマ・カーン                                      | The Wrath of Rama Khan            | マーカス・ストークス         | 2019年12月1日  | 87              |
| 96   | 9    | クライシス・オン・インフィニット・アース: パート1 | Crisis on Infinite Earths: Part 1 | ジェシー・ワーン             | 2019年12月8日  | 167             |
| 97   | 10   | ボトル・エピソード                                | The Bottle Episode                | ターニャ・マキアナン         | 2020年1月19日  | 84              |
| 98   | 11   | バック・フロム・ザ・フューチャー: パート1         | Back From the Future: Part 1      | デヴィッド・ヘアウッド       | 2020年1月26日  | 81              |
| 99   | 12   | バック・フロム・ザ・フューチャー: パート2         | Back From the Future: Part 2      | アレクシス・オストランダー   | 2020年2月16日  | 65              |
| 100  | 13   | スーパーライフ                                    | It's a Super Life                 | ジェシー・ワーン             | 2020年2月23日  | 66              |
| 101  | 14   | スーパーガード                                    | The Bodyguard                     | グレゴリー・スミス           | 2020年3月8日   | 67              |
| 102  | 15   | トランスジェンダー・ヒーロー                      | Reality Bytes                     | アルメン・V・ケヴォーキアン  | 2020年3月15日  | 68              |
| 103  | 16   | アレックス・イン・ワンダーランド                  | Alex in Wonderland                | ターニャ・マキアナン         | 2020年3月22日  | 65              |
| 104  | 17   | デウス・レックス・マキナ                          | Deus Lex Machina                  | メリッサ・ベノイスト         | 2020年5月3日   | 61              |
| 105  | 18   | ミッシング・リンク                                | The Missing Link                  | アヴィ・ヨアビアン           | 2020年5月10日  | 62              |
| 106  | 19   | イモータルコンバット                              | Immortal Kombat                   | デヴィッド・ヘアウッド       | 2020年5月17日  | 65              |

### シーズン6 (2021年)
| 通算 | 話数 | タイトル                               | 原題                             | 監督                         | 米国放送日     | 視聴者数 (万人) |
| ---- | ---- | -------------------------------------- | -------------------------------- | ---------------------------- | -------------- | --------------- |
| 107  | 1    | リボーン                               | Rebirth                          | ジェシー・ワーン             | 2021年3月30日  | 73              |
| 108  | 2    | ア・フュー・グッドウィメン             | A Few Good Women                 | ジェシー・ワーン             | 2021年4月6日   | 69              |
| 109  | 3    | ファントム                             | Phantom Menaces                  | サズ・サザーランド           | 2021年4月13日  | 59              |
| 110  | 4    | アンカー                               | Lost Souls                       | アリース・リート=ロジャース  | 2021年4月20日  | 59              |
| 111  | 5    | プロム パート1                         | Prom Night!                      | アレクサンドラ・ラ・ロッチ   | 2021年4月27日  | 50              |
| 112  | 6    | プロム パート2                         | Prom Again!                      | カイラー・リー               | 2021年5月4日   | 62              |
| 113  | 7    | フィア・ビジョン                       | Fear Knot                        | デヴィッド・ヘアウッド       | 2021年5月11日  | 47              |
| 114  | 8    | ウェルカム・バック！                   | Welcome Back, Kara               | アルメン・V・ケヴォーキアン  | 2021年8月24日  | 56              |
| 115  | 9    | ドリーム・メーカー                     | Dream Weaver                     | シャノン・コーリ             | 2021年8月31日  | 59              |
| 116  | 10   | オームフェル                           | Still I Rise                     | ジェシー・ワーン             | 2021年9月7日   | 48              |
| 117  | 11   | ミクシィ・イン・ザ・ミドル             | Mxy in the Middle                | グレン・ウィンター           | 2021年9月14日  | 40              |
| 118  | 12   | ブラインドスポット                     | Blind Spots                      | デヴィッド・ラムジー         | 2021年9月21日  | 48              |
| 119  | 13   | トーテム・テスト                       | The Gauntlet                     | ターニャ・マキアナン         | 2021年9月28日  | 40              |
| 120  | 14   | マジック・パワー                       | Magical Thinking                 | サイモン・バーネット         | 2021年10月5日  | 42              |
| 121  | 15   | ホープ                                 | Hope for Tomorrow                | ターニャ・マキアナン         | 2021年10月12日 | 38              |
| 122  | 16   | ナイトメアー・イン・ナショナル・シティ | Nightmare in National City       | エリック・ディーン・シートン | 2021年10月19日 | 42              |
| 123  | 17   | レックス・イン・ラブ                   | I Believe in a Thing Called Love | ジェシー・ワーン             | 2021年10月26日 | 45              |
| 124  | 18   | リアリティ                             | Truth or Consequences            | デヴィッド・マクホワイター   | 2021年11月2日  | 40              |
| 125  | 19   | オールストーン                         | The Last Gauntlet                | グレン・ウィンター           | 2021年11月9日  | 59              |
| 126  | 20   | カーラ                                 | Kara                             | ジェシー・ワーン             | 2021年11月9日  | 49              |

## 映像ソフト

### シーズン1
- SUPERGIRL/スーパーガール ＜ファースト・シーズン＞ Blu-rayコンプリート・ボックス(3枚組)[128]
  - 発売日 - 2016年9月14日 / 品番 - 1000603071 / JAN 4548967275315
- SUPERGIRL/スーパーガール ＜ファースト・シーズン＞ DVDコンプリート・ボックス(10枚組)[128]
  - 発売日 - 2016年9月14日 / 品番 - 1000603070 / JAN 4548967275308

### シーズン2
- SUPERGIRL/スーパーガール ＜セカンド・シーズン＞ Blu-rayコンプリート・ボックス(4枚組)[129]
  - 発売日 - 2017年9月6日 / 品番 - 1000652676 / JAN 4548967336894
- SUPERGIRL/スーパーガール ＜セカンド・シーズン＞ DVDコンプリート・ボックス(11枚組)[129]
  - 発売日 - 2017年9月6日 / 品番 - 1000652677 / JAN 4548967336900

### シーズン3
- SUPERGIRL/スーパーガール ＜サード・シーズン＞ Blu-rayコンプリート・ボックス(4枚組)[130]
  - 発売日 - 2018年11月14日 / 品番 - 1000727590 / JAN 4548967397451
- SUPERGIRL/スーパーガール ＜サード・シーズン＞ DVDコンプリート・ボックス(5枚組)[130]
  - 発売日 - 2018年11月14日 / 品番 - 1000727591 / JAN 4548967397468

### シーズン4
- SUPERGIRL/スーパーガール ＜フォース・シーズン＞ Blu-rayコンプリート・ボックス(4枚組)[131]
  - 発売日 - 2019年10月9日 / 品番 - 1000747286 / JAN 4548967429220
- SUPERGIRL/スーパーガール ＜フォース・シーズン＞ DVDコンプリート・ボックス(5枚組)[131]
  - 発売日 - 2019年10月9日 / 品番 - 1000747287 / JAN 4548967429237

### シーズン5
- SUPERGIRL/スーパーガール ＜フィフス・シーズン＞ Blu-rayコンプリート・ボックス(4枚組)[132]
  - 発売日 - 2020年12月9日 / 品番 - 1000772294 / JAN 4548967441307
- SUPERGIRL/スーパーガール ＜フィフス・シーズン＞ DVDコンプリート・ボックス(4枚組)[132]
  - 発売日 - 2020年12月9日 / 品番 - 1000772295 / JAN 4548967441314

### シーズン6
- SUPERGIRL/スーパーガール ＜ファイナル・シーズン＞ Blu-rayコンプリート・ボックス(4枚組)[133]
  - 発売日 - 2022年7月6日/ 品番 - 1000814796 / JAN 4548967459289
- SUPERGIRL/スーパーガール ＜ファイナル・シーズン＞ DVDコンプリート・ボックス(4枚組)[133]
  - 発売日 - 2022年7月6日 / 品番 - 1000814797 / JAN 4548967459296